# Île Ronde
Île Ronde (Round Island, Kulatý ostrov) je neobydlený skalnatý ostrůvek sopečného původu, ležící 22 km severovýchodně od Mauricia. Má rozlohu 1,688 km² a jeho nejvyšší bod leží 280 metrů nad mořem. V roce 1967 byl vyhlášen přírodní rezervací za účelem ochrany endemické flóry a fauny, která se zachovala díky izolaci ostrova: palma hyoforbe lahvicovitá, scink Telfairův, hroznýšovka maskarénská, gekon hadí a další. Na ostrově konal svá bádání Gerald Durrell.